# Іггдрасілль
Іггдрасілль (давньоскан. Yggdrasill, МФА: [ˈyɡːˌdrɑselː]) — світове дерево у скандинавській міфології. Пронизує усі дев'ять світів всесвіту. Крона дерева у трьох вищих світах: Світі богів-асів (Асгарді), Світі богів-ванів (Ванагеймі) та Світі ельфів (Альвгеймі). Стовбур як вісь світу проходить через центр Світу людей або Середземм'я (Мідгард), поруч з яким розташовані Світ велетнів (Йотунгейм) і Світ гномів (Сварталфархеймр). Три корені простягаються до трьох нижчих світів: Потойбічного світу (Гельгейм), Туманного світу (Ніфльгейм) та Вогняного світу (Муспельгейм). У першому світі розташовано джерело, з якого поливають священне дерево. Найчастіше асоціюється з ясеном, рідше — з тисом, що збігається з його описом в «Едді» як вічнозеленого.

## Назва
- Ігдрасіль (норв. Yggdrasil), Ігдрасіл (швед. Yggdrasil), Ігдрасілс (ісл. Yggdrasils) — сучасні назви.

Найпоширеніше тлумачення походження назви Іггдрасіль — це виведення його з двох слів: Ygg «жахливий» та drasil «скакун», «кінь». Yggr вживається як епітет Одіна, що дає нам значення «скакун Одіна» — посилання на дев'ять ночей, які Одін провів, висячи на дереві, принесений у жертву самому собі, аби винайти руни. Шибеницю в скандинавській поезії називають «кінь повішених». Інше тлумачення — це «жахливий кінь», при цьому асоціації із Одіном є вторинними. Третя інтерпретація, дещо спірна, це «тис-колонна», що асоціює дерево із Eihwaz руною ᛇ. 
У староскандинавській мові Іггдрасілль також називають Мімамейдр.
Інші назви — Мімамейд та Лерад.

## Іггдрасілль в «Едді»
Під одним із коренів (Асгард) знаходиться священне джерело Урд, де живуть три норни, над якими навіть боги не мають влади. Вони щодня поливають дерево з правічного джерела, завдяки чому Іггдрасілль є вічнозеленим. Під коренем Мідгарду знаходиться джерело Міміра.
Вісником на дереві (і таким чином між світами) є білка Рататоск. На верхівці крони сидить велетенський орел із соколом на чолі, що створює своїми могутніми крилами вітри у світах. Корінь Іггдрасілю в Ніфльгеймі гризе дракон Нідгьогг. Коза Гейдрун живе у кроні Іггдрассіллю та поїдає його листя. Чотири олені поїдають кору дерева, серед них Двалін.
Іггдрасілль є центральним елементом переказу про Рагнарок, кінець світу. Тільки двоє людей переживуть Рагнарок, Лів та Лівтрасір, вони заховаються в лісі Годміміра, де меч Сурта безсилий.